# Thomas Troubridge
Sir Thomas Troubridge (Sir Thomas Troubridge, 1st Baronet Troubridge of Longstock) (1758, Londýn – 1. února 1807, Madagaskar) byl britský admirál. V královském námořnictvu sloužil od roku 1773 a většinu své kariéry na moři strávil po boku admirála Nelsona. Vyznamenal se za napoleonských válek, v roce 1799 byl povýšen do šlechtického stavu a v roce 1805 dosáhl hodnosti kontradmirála. Zahynul při ztroskotání své vlajkové lodi u břehů Madagaskaru.

## Životopis
Pocházel z londýnské obchodnické rodiny, byl synem Richarda Troubridge. Vzdělání získal v Londýně a od roku 1773 vstoupil do královského námořnictva, spolu s Horatiem Nelsonem původně sloužil v Indii a v roce 1781 byl již poručíkem. Zúčastnil se závěru války proti USA, poté bojoval proti Francii. V roce 1783 dosáhl hodnosti kapitána, po roce 1785 sloužil u břehů Anglie. Za válek s revoluční Francií padl v roce 1794 do francouzského zajetí, po propuštění neúspěšně pronásledoval francouzskou flotilu v Egejském moři. Vynikl v bitvě u Sv. Vincenta (1797), poté spolu s Nelsonem operoval u Tenerife. V roce 1798 se zúčastnil tažení proti Francii v Egyptě, ale protože se se svou lodí dostal na mělčinu, nemohl se zúčastnit bitvy u Abúkíru. Poté sloužil ve Středomoří a v roce 1799 za Velkou Británii podepsal kapitulaci Říma.
V roce 1799 byl povýšen na baroneta a v letech 1801–1804 byl jedním z lordů admirality, v letech 1802–1806 byl též členem Dolní sněmovny. V roce 1804 byl povýšen do hodnosti kontradmirála a po rezignaci na post lorda admirality odjel jako vrchní velitel do Indického oceánu. Po připlutí do Indie byla změněna destinace jeho působení a stal se velitelem v oblasti Mysu Dobré naděje. V lednu 1807 odplul z Madrasu směrem do jižní Afriky, ale v únoru 1807 byla jeho loď Blenheim zničena při námořní bouři u břehů Madagaskaru. Celá posádka zahynula a admirál Troubridge byl prohlášen za mrtvého. Během své služby ve Středomoří obdržel za zásluhy sicilský Řád sv. Ferdinanda.
S manželkou Frances Northall měl dvě děti, syn Edward Troubridge (1787–1852) sloužil též v námořnictvu a dosáhl hodnosti kontradmirála. Dcera Charlotte (1789–1849) byla manželkou generála Sira Charlese Egertona (1774–1857). Služba u královského námořnictva se v rodině stala tradicí, v několika generacích potomci dosahovali admirálských hodností až do 20. století, za první světové války to byl Ernest Troubridge (1862–1926), ve druhé světové válce vynikl Thomas Hope Troubridge (1895-1949).